# アストゥリアス（伝説）
《アストゥリアス (伝説曲)（西語：Asturias (Leyenda)）》は、イサーク・アルベニスのピアノ曲の一つ。元来は、《スペインの歌》作品232の第1曲「前奏曲」として書かれた曲である。
アルベニスは全8曲から成る《スペイン組曲（ "Suite Española" ）》を構想していたが、実際に作曲したのは第1～3曲、第8曲のみで、残る第4～7曲はタイトルしか残さなかった。アルベニス没後にこの曲集が《スペイン組曲（ "Suite Española" ）第1集》作品47として出版された際、実在しない第4～7曲にはアルベニスの他の作品が宛てられた。第5曲アストゥリアス (Asturias）に宛てられたのが前出の「前奏曲」である。その後、原題より「アストゥリアス」のタイトルの方がよく知られるようになった。しかしながらアストゥリアスが北部の地名であるのに対し、音楽は明らかに南部のアンダルシア地方の音楽を元にしており、このタイトルは実際の曲に合っていない。
《スペイン組曲》の中でも最も印象的な楽曲の一つ。アレグロ・マ・ノン・トロッポ、ト短調、4分の3拍子で、コーダの付いた3部形式。ギターのつまびきを模した忙しないトッカータ音型に始まり、跳躍を挟んで高揚したところでテンポを緩めて現れる、両手ユニゾンによる繊細で幽玄な旋律と、突然の大胆な気分の変化ゆえに名高い。トッカータ音形が再現されたのちテンポを落とし、新しい旋律とトッカータ音形が現れたのち、静かな二つの和音で終結する（後世のフォルテで終わる版で演奏されることもある）。演奏時間は約6分。
後にアンドレス・セゴビアによりギター曲として編曲された。その際、調性は音域上の問題からホ短調に移調されており、16部音符による同音連打は一部3連符に変更されている。
単独の小品としてはギター版のほうが原曲よりも有名であり、ドアーズやアイアン・メイデンなどのロック・バンドによっても曲の一部が利用されている。また、映画音楽やCM曲にも利用される。